# هرمان ودوروتيه

غلاف نسخة من قصيدة هرمان ودوروتيه مترجمة للغة الإنجليزية، نشرت في 28 يونيو 2009، ISBN 1103163698، ISBN 978-1103163694

هرمان ودوروتيه (بالألمانية: Hermann und Dorothea) قصيدة ملحمية رعوية من تأليف الأديب الألماني يوهان فولفغانغ فون غوته، نشرت للمرة الأولى في عام 1797. بدأ غوته العمل في القصيدة في 1792 تقريباً، في بداية حروب الثورة الفرنسية، عندما غزت القوات الفرنسية أجزاء من بالاتينات وهي منطقة في جنوبي غرب ألمانيا. القصيدة أشبه بالرواية من حيث محتواها وهي تتحدث عن فتاة تدعى «دوروتيه» هربت من الفوضى التي أحدثتها الثورة الفرنسية، ومن ثم تنتقل كلاجئة إلى إحدى المناطق الألمانية، فيهب المواطنون لمساعدة اللاجئين ومن بينهم الشاب «هرمان» الذي يقع في حبها، تستمر بعد ذلك الأحداث وتنتهي بخطبتهما. أثر هذا العمل في العديد من الأدباء في وقت لاحق.

## وصلات خارجية
| - هرمان ودوروتيه، على أرشيف الإنترنت. - هرمان ودوروتيه، على مشروع جوتنبرج. - هرمان ودوروتيه، على كتب جوجل. | - هرمان ودورتيه، على موقع أمازون. - هرمان ودوروتيه، على مكتبة جامعة هارفارد. - هرمان ودوروتيه، على مكتبة جامعة ميشيغان. |

## قراءات إضافية
- هرمان ودوروتيا، يوهان فولفغانغ فون غوته، ترجمة محمد عوض محمد، القاهرة، لجنة التأليف والترجمة والنشر، 1949.
- هرمان ودوروتيا، يوهان فولفغانغ فون غوته، ترجمة محمد عوض محمد، تقديم طه حسين، دمشق، دار طلاس، 1985.